# アシャ＝ローズ・ミギロ
アシャ＝ローズ・ミギロ（Asha-Rose Mtengeti Migiro、1956年7月9日 - ）は、タンザニアの政治家・外交官である。2007年から2012年まで国際連合副事務総長を務めた。2012年7月13日に国連アフリカHIV/AIDS特使に任命された。

## 若年期と教育
イギリス委任統治領時代のタンガニーカ ・ルヴマ州ソンゲアで生まれた。1963年にムナジ・ムジャ小学校に入学後、コログウェ小学校に転校し、ヴェルヴェル中等教育学校、コログウェ中等教育学校に進み、1975年に高校を卒業した。
ダルエスサラーム大学で法学の修士号取得し、1992年にドイツのコンスタンツ大学で法学のPhDを取得した。その後、ダルエスサラーム大学法学部の上級講師を務めた。1992年から1994年まで憲法行政法学科長、1994年から1997年まで民法・刑法学科長を務めた。

## タンザニア政府でのキャリア
タンザニア革命党に所属し、1994年から2000年まで区議会議員、2000年から2005年まで地域執行評議会の委員を務めた。2000年から2006年まで地域開発・ジェンダー・子供問題担当大臣を務めた。2006年1月4日、大統領に選出された前外務大臣ジャカヤ・キクウェテの下で、外務・国際協力大臣（外務大臣）に就任した。この地位に女性が就任するのは、タンザニア独立後初だった。
外相在任中には、大湖地域国際会議(ICGLR)や南部アフリカ開発共同体(SADC)政治・防衛・安全保障協力機関閣僚委員会の議長を務めた。コンゴ民主共和国、ザンビア、マダガスカルにおける選挙などの民主化プロセスに対するSADCの支援を調整した。また、大湖地域の平和、安全および開発に関する国連安全保障理事会の公開討論で議長を務めた。
アメリカ政府関係者によると、コンドリーザ・ライス国務長官はミギロと「個人的に面識がある」という。キクウェテ大統領は2007年1月、ミギロの後任の外相にバーナード・メンベを任命した。

## 国連でのキャリア
2007年1月5日、ミギロは国連事務総長に就任した潘基文により国連副事務総長に任命された。潘事務総長は、「彼女は長年にわたり発展途上国のために尽力してきた尊敬すべきリーダーである。多様な分野での卓越した奉仕を通じて、彼女は社会経済や開発問題における幅広い経験と専門知識を備えた卓越した管理能力を発揮してきた」と述べた。『ニューヨーク・タイムズ』紙によると、これにより、副事務総長に途上国の女性を選ぶという潘の公約が果たされた。国連ニュースセンターによると、ミギロと潘は両者が外相だった頃に一緒に仕事をしたことがあるという。ミギロは2007年2月1日に正式に副事務総長に任命され、就任した。
副事務総長在任中、デンマークのアナス・フォー・ラスムセン首相が設置した「アフリカとの効果的な開発協力に関する委員会」の委員となり、2008年4月から10月にかけて会議を開催した。
2009年9月にローマを訪問し、イタリアのフランコ・フラッティーニ外相やローマ教皇ベネディクト16世と女性に対する暴力について会談した。国連代表は、女性器切除とジェノサイドを止めることを目的としたイニシアチブの最終準備をしていると報じられていた。
ミギロは2012年6月に副事務総長を退任した。

## その後のキャリア
国連副事務総長退任後はタンザニアに戻り、ジャカヤ・キクウェテ内閣で閣僚に就任した。その後、2015年の大統領選挙でタンザニア革命党の予備選挙に出馬したが、ジョン・マグフリ（後に大統領に就任）に敗れた。
マグフリ大統領は2016年5月にミジロを駐英高等弁務官に任命した。

## 私生活
クレオパス・ミギロ(Cleophas Migiro)と結婚し、2人の娘がいる。